# Opéra populaire

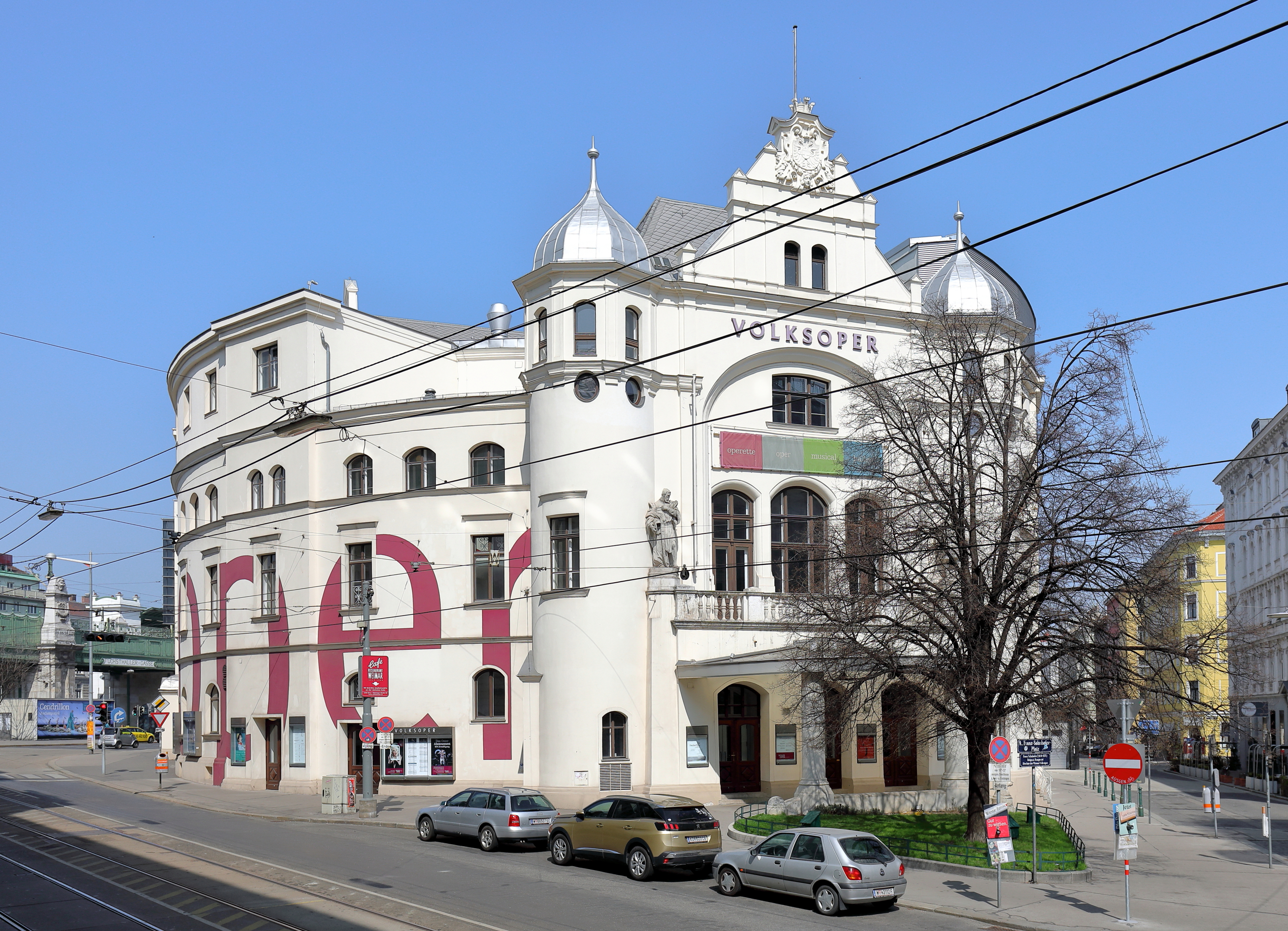
L'opéra populaire de Vienne

L'Opéra populaire de Vienne, en allemand Volksoper, est après l'opéra national (Staatsoper) le second plus important opéra viennois.
Le bâtiment a été construit en 1898 ; il fut initialement et exclusivement voué à la représentation de pièces de théâtre, mais à partir de 1903, des opéras et des opérettes furent ajoutés au programme.